# 吴学军
吴学军，湖南常德人，男，中華人民共和國政治人物、軍事人物、中國共產黨黨員。曾任江西省軍區副司令員、江西省反恐怖工作领导小组副组长、江西省應急管理廳副指挥长、少將軍階，長期任職於中國解放軍陸軍。